# 卡佩纳

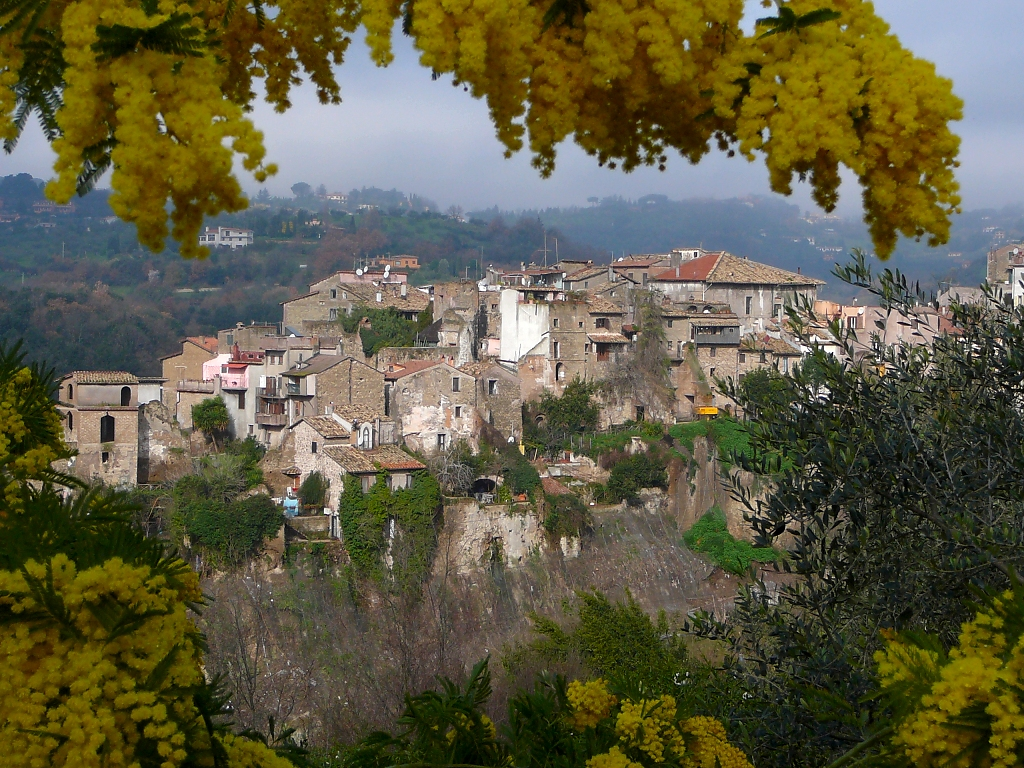
全景图

卡佩纳（義大利語：Capena）是意大利拉齐奥大区罗马首都广域市的一个市镇，面积29平方公里，人口6,706人（2004年）。